# Maikel Mesa
Maikel Mesa Piñero (Santa Cruz de Tenerife, 4 giugno 1991) è un calciatore spagnolo, centrocampista del Tenerife.